# Катумба
Катумба (англ. Katoomba) — місто в Австралії в штаті Новий Південний Уельс. Адміністративно є однією із складових частин повіту (city) Блю-Маунтінз (City of Blue Mountains. Розташоване в Блакитних горах (частина Великого Вододільного хребта), на висоті трохи більше 1000 м над рівнем моря, близько 110 км на захід від Сіднея на головних шосейної дороги та залізниці, що зв'язують Сідней з західною частиною штату. Населення міста 9102 людини.

## Географія
Катумба і її сусіди по Блакитним Горам відрізняються незвичайною топографією. Блакитні Гори суть плато сильно порізаною форми, зі злегка горбистими вершинами на висоті близько 1000 м над рівнем моря. Майже з усіх країв це плато закінчується крутими скелями, під якими, на 200—500 метрів нижче ніж «дах» плато, знаходяться зарослі евкаліптовим лісом долини. Таким чином, потрапити з плато в долини або навпаки можна тільки в дуже обмеженій кількості місць, розташування яких і зумовило розвиток дорожньої мережі в цих краях.
Багато круч і долини, які розташовані під ними входять в національний парк «Блакитні Гори» (Blue Mountains National Park), ділянки якого майже оточують Катумба.

## Історія
Австралійські аборигени жили в Блакитних горах (Blue Mountains) з незапам'ятних часів. Перші європейські мандрівники змогли перетнути Блакитні гори в 1813 році, вирізавши позначку на дереві, що знаходиться на західній околиці нинішнього Катумба, яке (точніше, пень від якого) і понині зберігається як пам'ятник, під назвою Дерево першопроходців (Explorer's Tree). У другій половині XIX століття гори перетнула залізниця, що пов'язує Сідней з західною частиною штату. В 1877 році, селищу біля залізничної станції, яке обслуговує довколишній кар'єр, було дано назву Катумба, що на мові місцевих аборигенів означає «блискучий водоспад», яких і справді чимало в околицях Катумба.
Через живописне розташування, Катумба та інші гірські станції вздовж залізничної лінії стали залучати туристів з Сіднея, для яких наприкінці XIX століття почали відкриватися готелі. На початок XX століття поклади вугілля і сланців, що видобуваються поблизу Катумби, вичерпали себе, і місто стало жити головним чином туризмом.

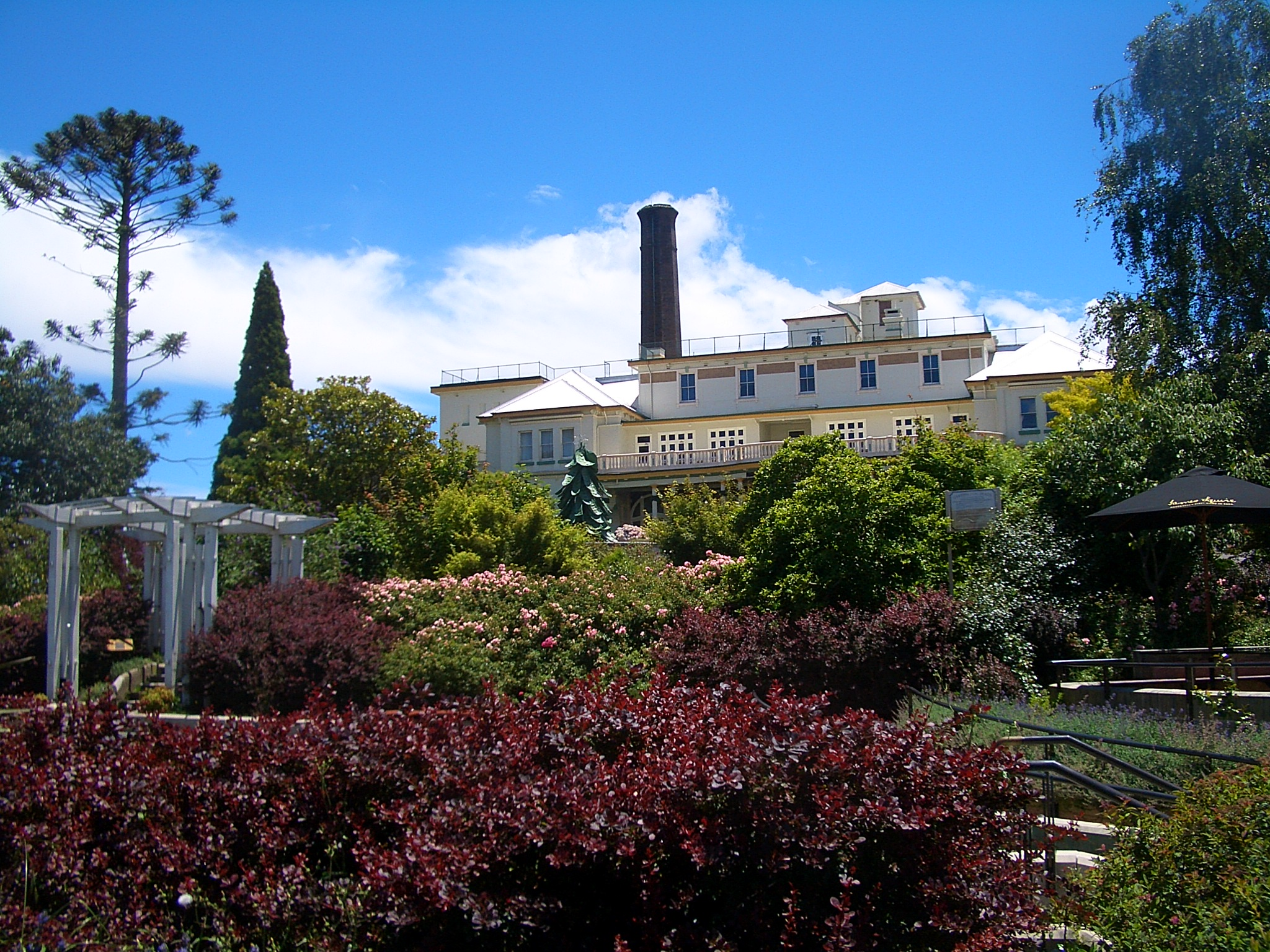
Готель «Каррингтон» в центрі Катумби
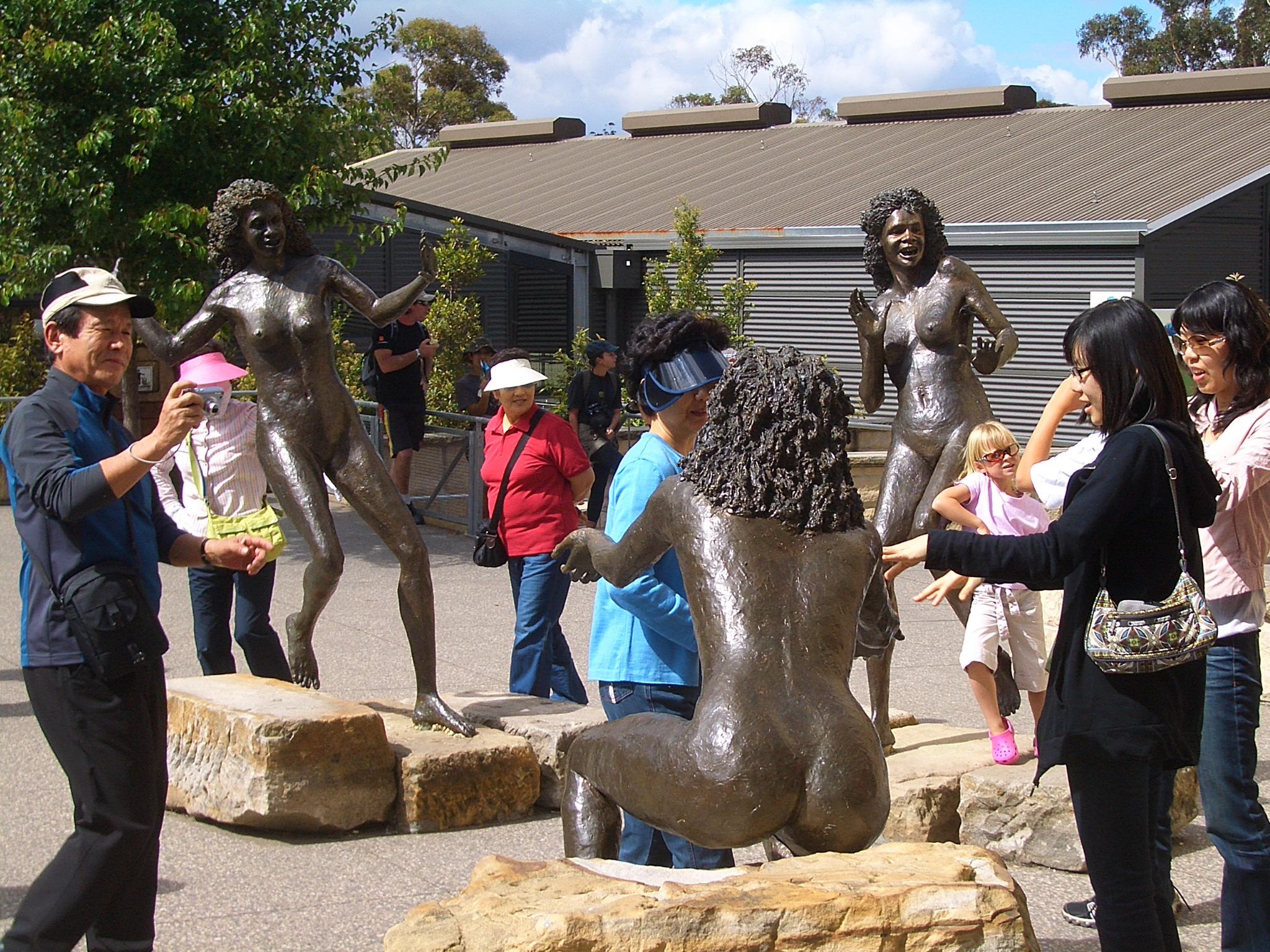
Туристи ознайомлюються із скульптурною групою на історичну тему
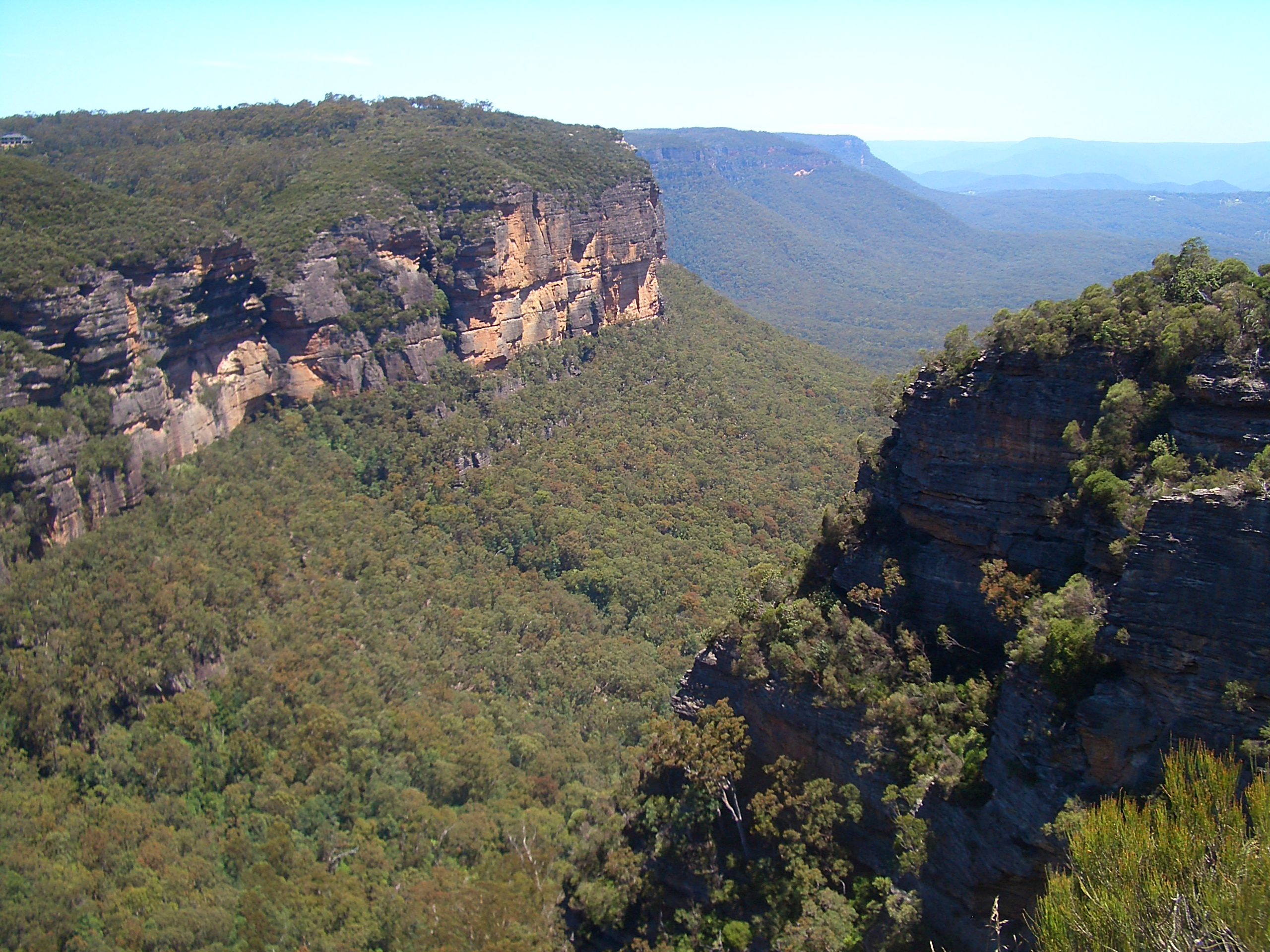
Ущелина "Nellie's Glen"
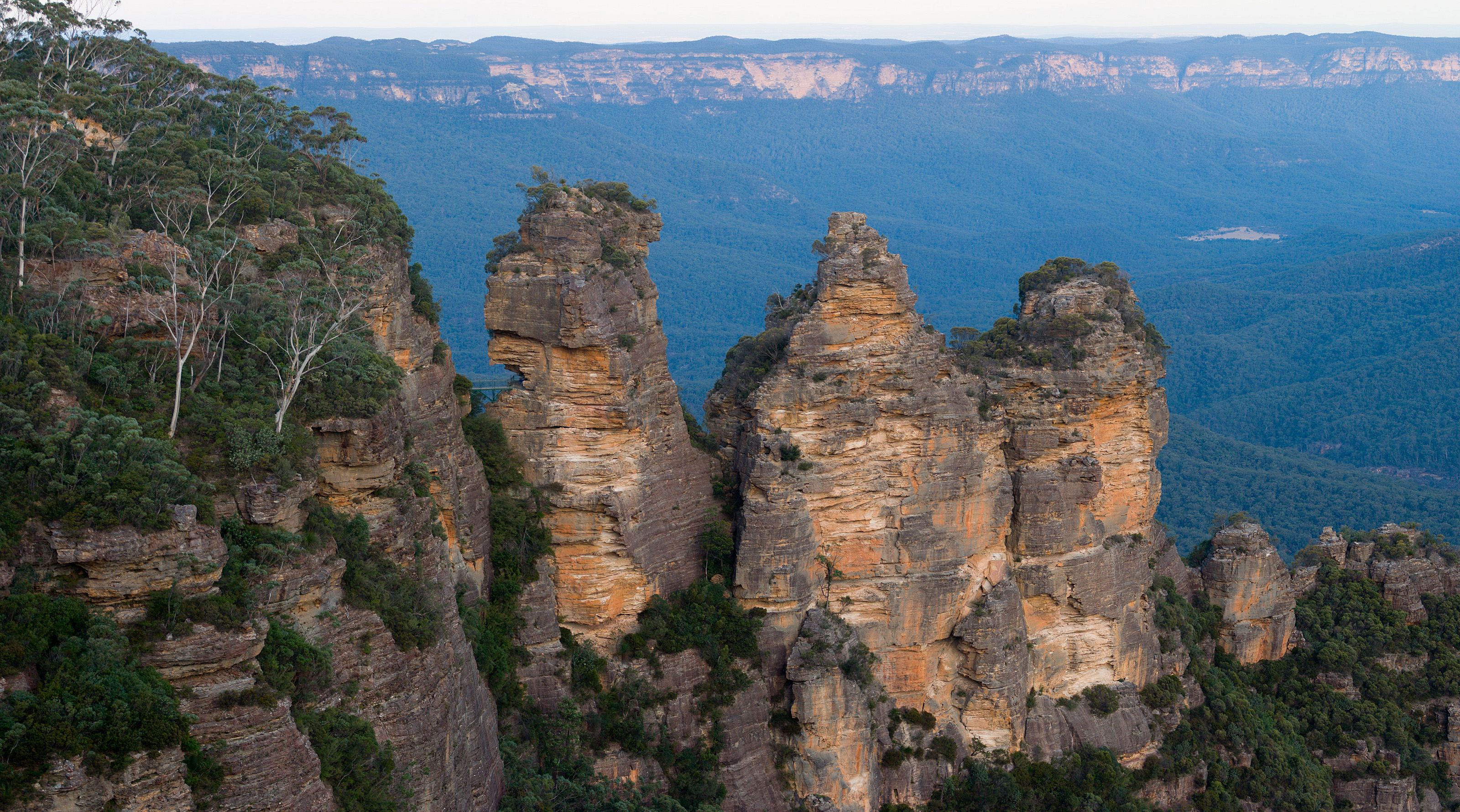
«Три сестри»
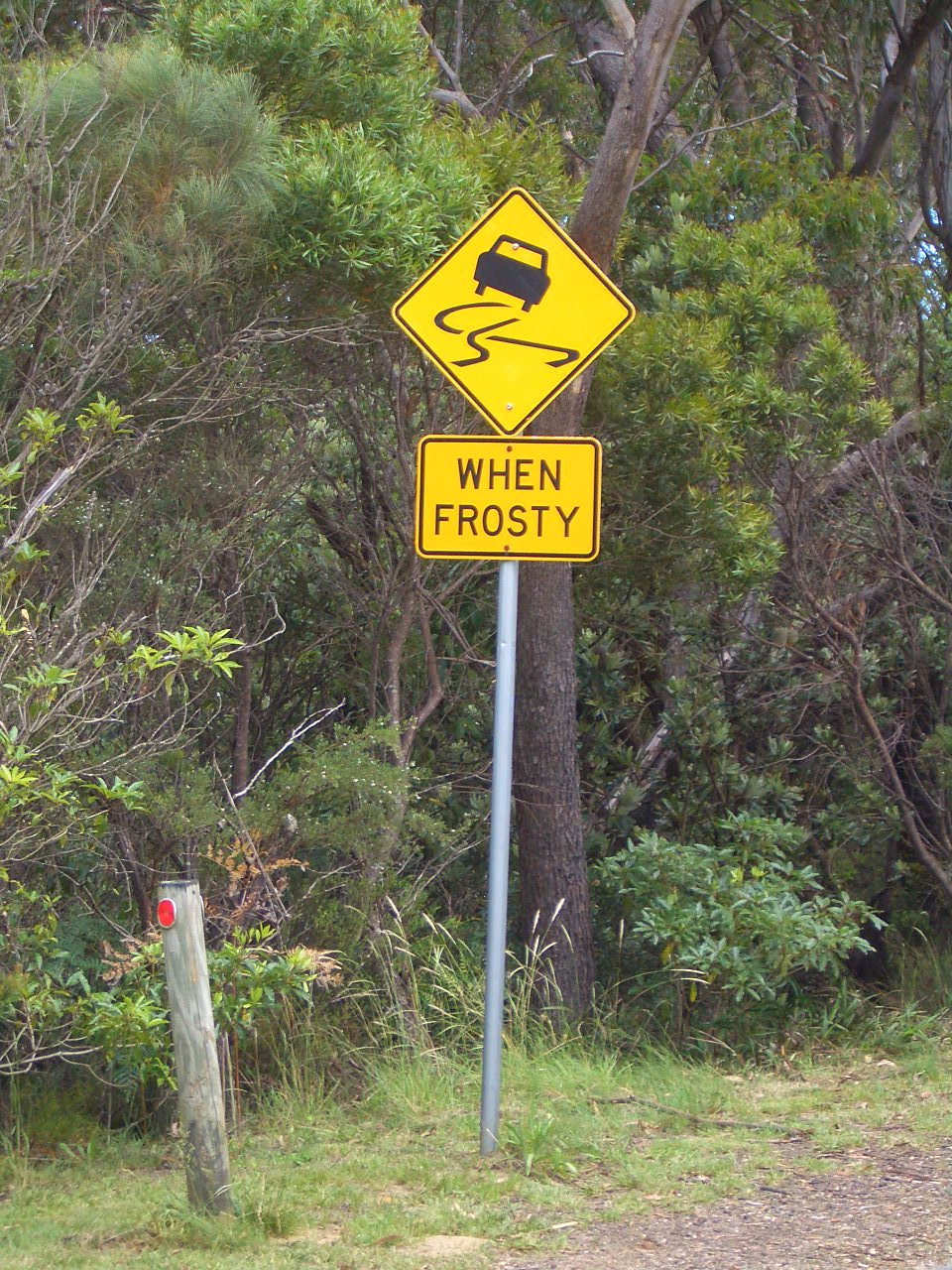
Взимку дороги в Катумбі можуть бути слизькими від льоду або інію.

| Австралія | Це незавершена стаття з географії Австралії. Ви можете допомогти проєкту, виправивши або дописавши її. |

1. 1 2 3 4  https://linked.data.gov.au/dataset/asgsed3/SAL/12085